# Faza REM

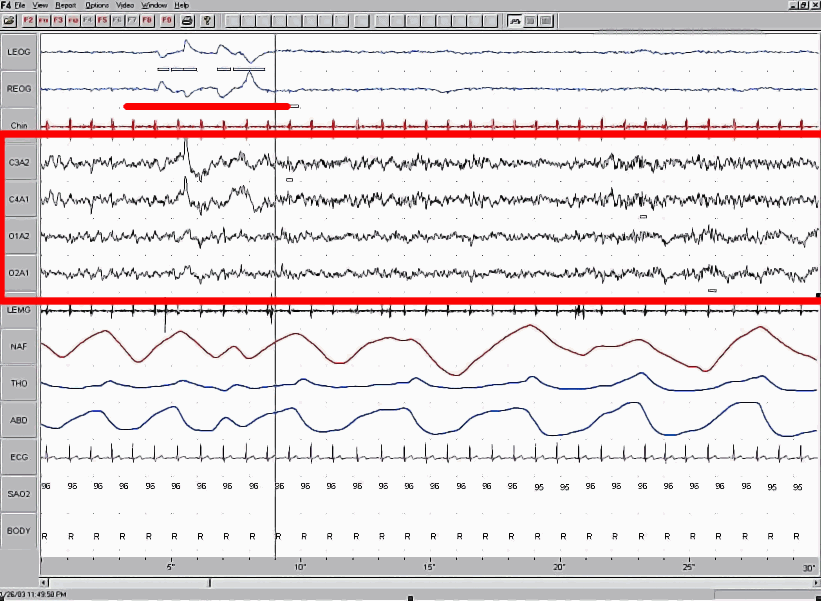
Wykres EEG (zakreślony kolorem czerwonym). Ruchy gałek ocznych podkreślono czerwoną linią.

REM (z ang. rapid eye movement, dosł. „szybki ruch oczu”) lub sen paradoksalny – faza snu, w której występują szybkie ruchy gałek ocznych. Na tym etapie snu występuje wysoka aktywność mózgu, oddech jest nieregularny, wzrasta częstość skurczów serca, pojawiają się marzenia senne.
Faza REM występuje okresowo, zajmując około 25% czasu snu u młodych osób. Po tej fazie pojawia się faza NREM. Epizody snu REM normalnie powtarzają się co 90 minut i trwają od 5 do 30 minut.
Sen REM daje mniej wypoczynku niż sen wolnofalowy i jest zwykle związany z pojawieniem się marzeń sennych. Chociaż jego funkcja nie jest znana, wydaje się, że jest ważny dla zdrowia. Deprywacja snu REM u szczurów może doprowadzić do śmierci w ciągu kilku tygodni.
Chorobą związaną z napadowym pojawianiem się snu REM podczas czuwania (w dzień) jest narkolepsja.

## Znaczenie snu REM
Badania nad pozbawieniem snu REM człowieka po raz pierwszy przeprowadził w 1966 roku William Dement. W tych czasach powszechne było mniemanie, że tylko w tym śnie pojawiają się marzenia senne. Wówczas Dement przypuszczał, że deprywacja snu REM u człowieka powoduje drażliwość i trudności w skupieniu uwagi. Później jednak, po dalszych badaniach wycofał się z tych twierdzeń.
Mimo tego większość badań wykazuje istotne znaczenie ilości snu REM dla jakości samopoczucia psychicznego i funkcjonowania umysłowego oraz dla zapamiętywania, nauki. Jednak właściwie nie ma obecnie przekonujących dowodów, które mogłyby jednoznacznie potwierdzić bądź obalić znaczenie snu REM dla powstawania śladów pamięciowych u człowieka i ogólnie poprzeć lub obalić którąś z licznych teorii tłumaczących znaczenie snu REM. Mimo to wciąż pleni się przekonanie o rzekomych zgubnych następstwach braku snu REM u człowieka.
Zgodnie z tzw. „teorią wartownika” (ang. sentinel hypothesis), której autorem jest Amerykanin Fred Snyder, sen REM, w którym aktywność bioelektryczna mózgu przypomina czuwanie i w którym istnieje skłonność do łatwego wybudzenia się, umożliwia podczas nocy okresową kontrolę otoczenia, co w niepewnym środowisku ułatwia przeżycie.